# Полло, Вера Николаевна
Вера Николаевна Полло (бел. Вера Мікалаеўна Пола; 1901—1989) — белорусская советская актриса театра и кино, Народная артистка Белорусской ССР (1952), жена художника Бориса Малкина.

## Биография
Училась актёрскому мастерству у театрального режиссёра и педагога Е. А. Мировича. На сцене Купаловского театра с 1922 года. Одной из наиболее значительных первых ролей была роль Маланьи в спектакле Мировича «Карьера товарища Брызгалина». За исполнение роли Павлины в спектакле Кондрата Крапивы «Поют жаворонки» получила Сталинскую премию третьей степени. Снималась в кино (фильм «Нестерка»). Была женой известного театрального художника Бориса Малкина. После смерти мужа в 1972 году, была инициатором выставки его произведений, состоявшейся в 1974 году в Минске, в здании Союза художников БССР на Центральной площади. Куратором выставки была белорусский искусствовед Лариса Финкельштейн. Вера Николаевна вместе с дочерью Лялей привезла большое количество работ — рисунков, эстампов, плакатов, жанровых композиций, портретов, натюрмортов. Но только четвертую часть всего этого удалось поместить в два маленьких выставочных зала.
Похоронена на Восточном кладбище, в 26-м почётном секторе. Над могилой установлена красная гранитная стела с бронзовой мемориальной надписью. Мощение каменной плиткой дополнено литыми названиями ролей, исполненных актрисой.

## Театральные роли
- Катерина («Партизаны», Кондрат Крапива, 1938)
- Анна Павловна («Кто смеётся последним», Кондрат Крапива, 1939)
- Степанида («Гибель волка», Э. Л. Самуйлёнок, 1939)
- Агата («Павлинка», Янка Купала, 1944)
- Купавина, Кармина («Волки и овцы», «Женитьба Белугина»)
- Панова, Дунька («Любовь Яровая»)
- Ксения Михайловна («Огненный мост», Б. Ромашов)
- Кормилица («Ромео и Джульетта», 1946)
- Дуэнья («День чудесных обманов», Ричард Шеридан, 1948)
- Ковшик («Калиновая роща», Александр Корнейчук, 1950)
- Павлина («Поют жаворонки», Кондрат Крапива, Государственная премия СССР, 1952)
- Живка («Госпожа министерша», Бранислав Нушич, 1956)
- Авдотья («Твой светлый путь», Аркадий Мовзон, 1961)

и др.

## Награды
- орден «Знак Почёта» (20.06.1940) — за выдающиеся заслуги в деле развития белорусского театрального и музыкального искусства